# پاگوست

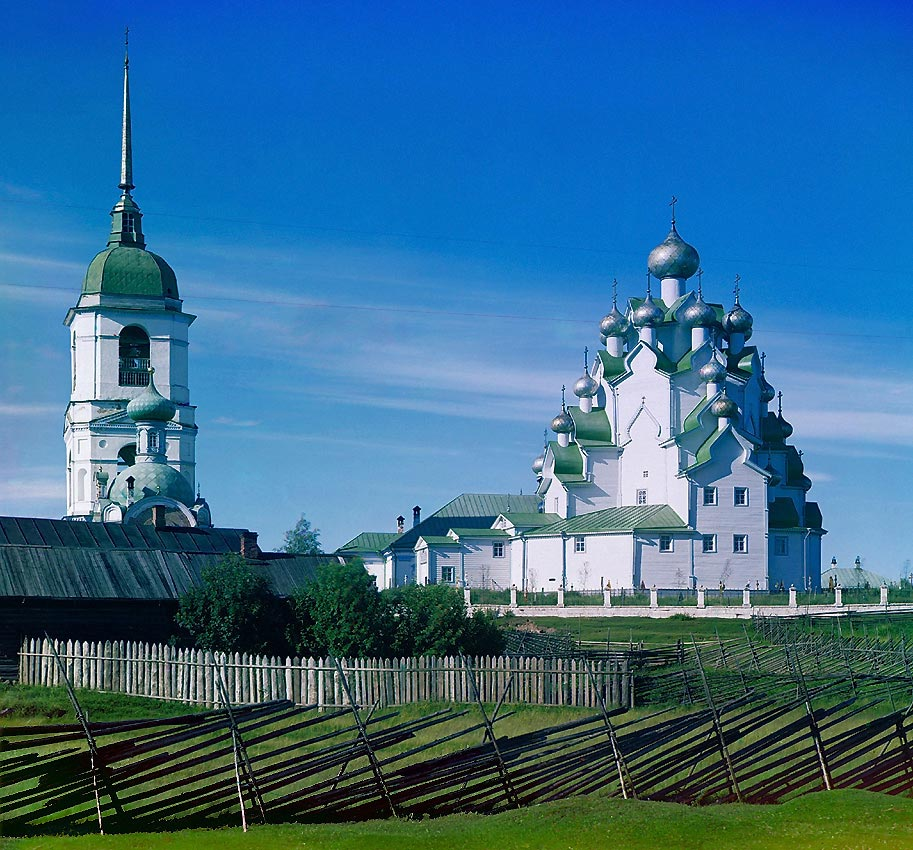
پاگوست در سال ۱۹۱۲ توسط سرگئی پروکودین-گورسکی.

پاگوست (روسی: погост)، برگرفته از اسلاوی شرقی باستان: погостъ)، یک اصطلاح تاریخی در زبان روسی است که معانی مختلفی داشته است. در زبان روسی مدرن، این واژه معمولاً به کلیسا و گورستانی روستایی اشاره دارد. این واژه همچنین به زبان لاتگالی (pogosts)، زبان فنلاندی (pogosta) و زبان لتونیایی (pagasts) قرض گرفته شده و معانی خاصی در این زبان‌ها یافته است.

## تاریخچه
کاربرد اولیه این واژه به مسافرخانه‌هایی برای شاهزادگان و روحانیون بازمی‌گردد. این واژه شباهت زیادی به واژه روسی مدرن gost (гость) به معنای «مهمان» دارد. فرض بر این است که در ابتدا پوگوست‌ها جوامع روستایی در حاشیه دولت باستانی روس بودند که همچنین به‌عنوان مراکز تجاری (در روسی قدیم: gost'ba، گостьба) عمل می‌کردند.
در اواخر قرن دهم، پوگوست‌ها به مناطق اداری و قلمرویی تبدیل شدند. اندازه آن‌ها متغیر بود و در قرون ۱۱ تا ۱۴ از چندین تا صدها روستا را شامل می‌شدند. با گسترش مسیحیت در روسیه، کلیساها در پوگوست‌ها ساخته شدند. در سال ۱۷۷۵ آخرین پوگوست‌هایی که به‌عنوان مناطق اداری خدمت می‌کردند، از بین رفتند. از آن زمان به بعد، این مکان‌ها به‌عنوان پوگوست‌های شهری (погосто – место) شناخته شدند و به‌عنوان مراکز کلیسایی فعالیت کردند.